# Peter Thiel
Peter Andreas Thiel (Frankfurt am Main, 1967) és un empresari estatunidenc d'origen alemany, administrador de fons d'inversió lliure, llibertari i capitalista de risc. Thiel va cofundar PayPal amb Max Levchin, i va ser-ne el director executiu. També va ser cofundador de Palantir Technologies. Actualment presideix Clarium Capital, un fons d'inversió lliure macroglobal que administra més de dos mil milions de dòlars, i és soci administrador de Founders Fund, un fons de capital de risc de 275 milions de dòlars, fundat amb Ken Howery i Lluc Nosek el 2005. Va ser un dels primers inversors de Facebook, la popular pàgina web de xarxes socials, i està al seu Consell d'Administració.
Thiel ha figurat en el lloc número 377 en la Forbes 400, amb un patrimoni net de mil tres-cents milions de dòlars.

## Biografia
Thiel va néixer a Frankfurt del Main, Alemanya, i va créixer a Foster City, Califòrnia, va ser classificat com Mestre d'escacs als Estats Units, i un dels jugadors de més alt rang Sub-21 en aquest país. Va estudiar filosofia del segle XX a la Universitat Stanford. Un declarat llibertari, va fundar The Stanford Review, que és ara el principal diari llibertari/conservador de la universitat.
Després d'obtenir el seu títol d'advocat a Stanford el 1992, Thiel va treballar per JL Edmondson, jutge de la Cort d'Apel·lacions del Circuit 11, va exercir d'advocat, i després va ser "trader"/negociant d'instruments derivats. Posteriorment va fundar Thiel Capital Management, un fons multiestratègia, el 1996. Després de ser cofundador de PayPal, Thiel va fer l'empresa pública el 15 de febrer de 2002, i la va vendre a eBay per mil cinc-cents milions de dòlars aquell mateix any. La seva participació del 3,7 per cent en PayPal valia aproximadament 55 milions de dòlars en el moment de l'adquisició. Immediatament després de la venda, Thiel va posar en marxa un fons d'inversió lliure, Clarium, seguint una estratègia macroglobal. El 2005, Clarium va ser aclamat com el fons macroglobal de l'any tant per MarHedge com per Absolute Return, dues revistes del sector. L'enfocament de Thiel a la inversió es va convertir en el tema d'un capítol en el llibre de Steve Dronby,  Dins la casa dels diners  ( Inside The House of Money ). Thiel va apostar amb èxit al fet que el dòlar nord-americà es debilitaria el 2003, i va obtenir importants guanys apostant que el dòlar i l'energia pujarien el 2005.
A banda de Facebook, Thiel ha fet inversions en etapes inicials en diverses empreses noves, incloent Slide.com, LinkedIn, Friendster, Geni.com, Yammer, Yelp, Powerset, Vator, Palantir Technologies, Joyent i IronPort. La revista Fortune ha declarat que els socis originals de PayPal han fundat o invertit en dotzenes de noves empreses amb un valor afegit, segons Thiel, de prop de 30 mil milions de dòlars. En els cercles de Silicon Valley, Thiel és col·loquialment conegut com el "Don de la Màfia de PayPal", com s'assenyala en l'article de la revista Fortune.
Thiel és un comentarista ocasional en CNBC, i ha aparegut en nombroses ocasions tant en Closing Bell amb Maria Bartiromo, com en Squawk Box amb Becky Quick. Ha estat entrevistat dues vegades per Charlie Rose de PBS. El 2006, va guanyar el Premi Lay Herman de l'esperit empresarial. El 2007, va rebre l'honor de ser nomenat Jove Líder Global pel Fòrum Econòmic Mundial, com un dels 250 líders més distingits de 40 anys o menys. També s'ha informat que ha assistit a l'elitista i altament secreta conferència del Grup Bilderberg el 2007 i 2008. El 7 novembre 2009 va obtenir un doctorat  honoris causa  de la Universitat Francisco Marroquin.
Les activitats culturals de Thiel han inclòs recentment la producció executiva de "Gràcies per fumar", una pel·lícula basada en la novel·la de Christopher Buckley del mateix nom. És coautor (amb David O. Sacks, que va produir  Gràcies per fumar ) del llibre  El mite de la diversitat: el 'multiculturalisme' i la política de la intolerància de Stanford , ha escrit articles per  The Wall Street Journal ,  First Things ,  Forbes , i  Policy Review , la revista de la Institució Hoover (del consell d'administració és membre).

## Facebook
A finals de 2004, Peter Thiel va fer una inversió àngel de $ 500.000 a Facebook.
A l'abril de 2006, intervé en una nova ronda d'inversió en la companyia juntament amb Greylock Partners, Meritech Capital Partners i Accel Partners per un total (combinat) de 27.500.000 $ (segons la mateixa companyia, veure http://www.facebook Arxivat 2017-10-28 a Wayback Machine. com/press/info.php? Factsheet).

## Filantropia
El febrer de 2006 Thiel va aportar 100.000 $ de fons equivalents per donar suport a la campanya de donacions Singularity Challenge (Desafiament Singularitat) del Singularity Institute for Artificial Intelligence. A més es va unir a la junta assessora de l'Institut i participar en el Singularity Summit (Cimera de la Singularitat) de maig de 2006 a Stanford.
Al setembre de 2006, Thiel va anunciar que en donaria 3,5 milions de dòlars per fomentar la recerca contra l'envelliment a través de la fundació Premi del Ratolí Matusalem. Va donar les següents raons per a la seva promesa: "Els ràpids avenços en la ciència biològica apunten a un tresor de descobriments durant aquest segle, inclosa la salut i la longevitat dramàticament millorades per a tots. Suport al Dr de Grey, perquè crec que el seu revolucionari enfocament per a la investigació sobre l'envelliment accelerarà aquest procés, permetent que moltes persones avui vives, així com els seus éssers estimats, puguin gaudir de vides radicalment més llargues i saludables ".
El maig de 2007 Thiel va proporcionar la meitat dels $ 400.000 que es van recaptar en la campanya anual de donacions Singularity Challenge.
El 15 d'abril de 2008, Thiel es va comprometre a contribuir $ 500.000 per al nou Seasteading Institute dirigit per Patri Friedman, la missió és "establir comunitats autònomes permanents en l'oceà, per permetre l'experimentació i la innovació amb diversos sistemes socials, polítics i jurídics ".
Thiel és un partidari del Comitè per Protegir als Periodistes, que promou el dret dels periodistes a informar lliurement sense por de represàlies.

## Política
En ser preguntat sobre les seves conviccions polítiques el 2006 en una entrevista per a la United Press International, Thiel va dir, "Bé, jo era bastant llibertari quan vaig començar [en els negocis]. Ara sóc molt llibertari". El desembre de 2007 va endorsar a Ron Paul per a President.
Peter Thiel professa que és incapaç de participar en el que ell anomena un "compromís inacceptable, la política", i creu que la democràcia i la llibertat s'han convertit en incompatibles.